# خوزه بلانگر
خوزه بلانگر (انگلیسی: Josée Bélanger؛ زادهٔ ۱۴ مهٔ ۱۹۸۶) بازیکن فوتبال اهل کانادا است.
از باشگاه‌هایی که در آن بازی کرده‌است می‌توان به باشگاه فوتبال اورلندو پراید و باشگاه فوتبال روزنگرد اشاره کرد.
وی همچنین در تیم‌های ملی فوتبال Canada women's national under-20 soccer team و زنان کانادا بازی کرده‌است.
وی در مسابقات کشوری و بین‌المللی در مجموع برندهٔ ۱ مدال برنز شده‌است.